# Catanzaro
Catanzaro é uma comuna italiana da região da Calábria, província de Catanzaro, com cerca de 93.540 habitantes. Estende-se por uma área de 111 km², tendo uma densidade populacional de 843 hab/km². Faz fronteira com Borgia, Caraffa di Catanzaro, Gimigliano, Pentone, San Floro, Sellia, Settingiano, Simeri Crichi, Tiriolo.

## Demografia
| Variação demográfica do município entre 1861 e 2011                               |
|                                                                                   |
| Fonte: Istituto Nazionale di Statistica (ISTAT) - Elaboração gráfica da Wikipedia |